# Marcin Czerwiński (biolog)
Marcin Eugeniusz Czerwiński (ur. 25 listopada 1958 we Wrocławiu) – polski biochemik specjalizujący się w immunochemii, profesor nauk biologicznych.

## Życiorys
Urodził się we Wrocławiu, gdzie ukończył kolejno szkołę podstawową i średnią. W 1978 roku podjął studia na Wydziale Chemicznym Politechniki Wrocławskiej, które ukończył w 1982 roku. Rok później został zatrudniony w Instytucie Immunologii i Terapii Doświadczalnej im. Ludwika Hirszfelda PAN we Wrocławiu. W 1990 roku uzyskał stopień doktora nauk przyrodniczych w zakresie biologii o specjalności biochemia na podstawie pracy pt. Badania nad degradacją transportera anionów z erytrocytów ludzkich z zastosowaniem przeciwciała monoklonalnego, napisanej pod kierunkiem prof. Elwiry Lisowskiej. Zaraz potem otrzymał stanowisko adiunkta w Zakładzie Immunochemii IITD PAN. W latach 1992–1994 przebywał na stypendium naukowym na Uniwersytecie Pensylwanii w Filadelfii w USA. W 2003 roku otrzymał stopień doktora habilitowanego na podstawie rozprawy nt. Molekularna charakterystyka przeciwciał rozpoznających ludzką glikoforynę A. Od 2005 roku pracował na Politechnice Opolskiej, gdzie od 2006 do 2020 roku kierował Katedrą Biochemii i Fizjologii w Instytucie Fizjoterapii. W 2008 roku został wybrany na prodziekana do spraw nauki Wydziału Wychowania Fizycznego i Fizjoterapii PO. W roku 2016 uzyskał tytuł profesora nauk biologicznych. Od 2017 roku jest kierownikiem Laboratorium Glikobiologii w Instytucie Immunologii i Terapii Doświadczalnej PAN.
Jego zainteresowania badawcze dotyczą molekularnych podstaw odpowiedzi odpornościowej.
Jest wnukiem architekta Eugeniusza Czerwińskiego.

## Wybrane publikacje
- Marcin Czerwiński i inni, Degradation of the human erythrocyte membrane band 3 studied with monoclonal antibody directed against an epitope on the cytoplasmic fragment of band 3, „European Journal of Biochemistry”, 174 (4), 1988, s. 647–654, DOI: 10.1111/j.1432-1033.1988.tb14147.x, PMID: 2455637 (ang.).
- Marcin Czerwinski i inni, Construction of dimeric F(ab) useful in blood group serology, „Transfusion”, 42 (2), 2002, s. 257-264, DOI: 10.1046/j.1537-2995.2002.00018.x, PMID: 11896344 (ang.).
- Anna Suchanowska i inni, A single point mutation in the gene encoding Gb3/CD77 synthase causes a rare inherited polyagglutination syndrome, „Journal of Biological Chemistry”, 287 (45), 2012, s. 38220–38230, DOI: 10.1074/jbc.M112.408286, PMID: 22965229, PMCID: PMC3488091 (ang.).
- Marcin Czerwinski, Grupy krwi – minusy i plusy. Czy antygeny grupowe krwi chronią nas przed chorobami zakaźnymi?, „Postępy Higieny i Medycyny Doświadczalnej”, 69, 2015, s. 703-722, DOI: 10.5604/17322693.1158795, PMID: 26206987.
- Radoslaw Kaczmarek i inni, Human Gb3/CD77 synthase reveals specificity toward two or four different acceptors depending on amino acid at position 211, creating P(k), P1 and NOR blood group antigens, „Biochemical and Biophysical Research Communications”, 470 (1), 2016, s. 168-174, DOI: 10.1016/j.bbrc.2016.01.017, PMID: 26773500 (ang.).